# Плотников Павло Володимирович
Павло Володимирович Плотников (рос. Павел Владимирович Плотников; 15 серпня 1986, м. Москва, СРСР) — російський хокеїст, центральний нападник. Виступає за «Єрмак» (Ангарськ) у Вищій хокейній лізі. 
Вихованець хокейної школи «Спартак» (Москва). Виступав за «Капітан» (Ступіно), «Молот-Прикам'я» (Перм), Газпром-ОГУ (Оренбург), «Кристал» (Саратов).